# Borensberg
Borensberg est une localité de la commune de Motala en Suède peuplée de 2 712 habitants en 2005.

## Histoire
Le premier nom de la localité était Husbyfjöl, mentionné pour la première fois le 17 avril 1307. Elle est connue pour son pont très ancien sur la route Skänninge-Örebro. Elle abritait déjà un pub au cours du règne de la reine Christine de Suède.
La construction du canal Göta a eu un fort impact sur la localité : il lui a donné son nom et a contribué à sa croissance jusqu'à sa taille actuelle.
Le marché Husbyfjöl se tient chaque année en septembre.